# 克莱蒙 (谢尔省)
克莱蒙（法語：Clémont，法語發音：[klemɔ̃]）是法国谢尔省的一个市镇，属于维耶尔宗区。

## 地理
克莱蒙（47°34'5"N, 2°18'26"E）面积50.11 平方千米，位于法国中央-卢瓦尔河谷大区谢尔省，该省份为法国中部省份，北起卢瓦雷省，西接卢瓦-谢尔省和安德尔省，南至克勒兹省，东南接阿列省，东临涅夫勒省。
与克莱蒙接壤的市镇（或旧市镇、城区）包括：索尔德河畔阿尔让、索尔德河畔布里农、圣蒙泰娜、塞尔东。

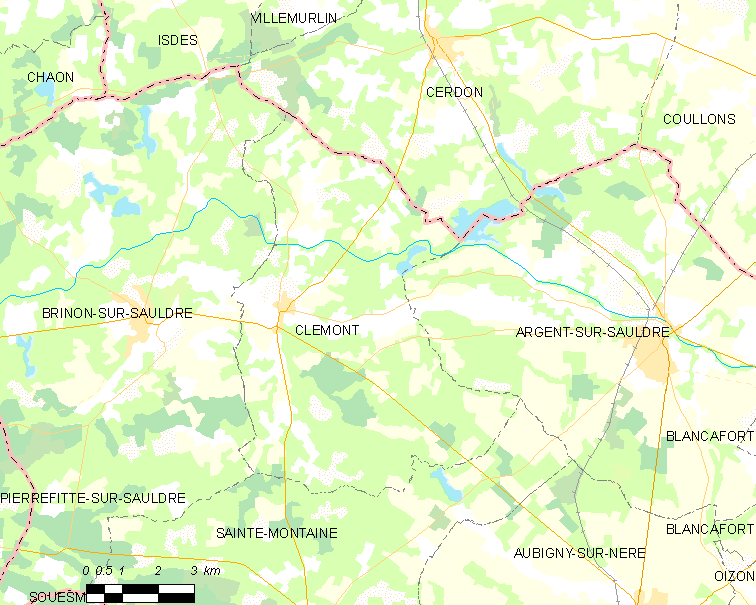
的OSM定位图

克莱蒙的时区为UTC+01:00、UTC+02:00（夏令时）。

## 行政
克莱蒙的邮政编码为18410，INSEE市镇编码为18067。

## 政治
克莱蒙所属的省级选区为内尔河畔欧比尼县。

## 人口

1962-2008年间人口变化图示

克莱蒙于2022年1月1日时的人口数量为709人。